# Baranisobas sinetuber
Baranisobas sinetuber là một loài tò vò trong họ Ichneumonidae.